# Кларксон (Нью-Йорк)
Кларксон (англ. Clarkson) — місто (англ. town) в США, в окрузі Монро штату Нью-Йорк. Населення — 6904 особи (2020).

## Демографія
Згідно з переписом 2010 року, у місті мешкало 6736 осіб у 2420 домогосподарствах у складі 1767 родин. Було 2529 помешкань
Расовий склад населення:
| - 93,4 % — білих - 2,1 % — чорних або афроамериканців - 1,0 % — азіатів - 0,4 % — корінних американців - 0,1 % — вихідців з тихоокеанських островів - 1,3 % — осіб інших рас |

До двох чи більше рас належало 1,6 %. Частка іспаномовних становила 3,5 % від усіх жителів.
За віковим діапазоном населення розподілялося таким чином: 26,4 % — особи молодші 18 років, 59,0 % — особи у віці 18—64 років, 14,6 % — особи у віці 65 років та старші. Медіана віку мешканця становила 40,7 року. На 100 осіб жіночої статі у місті припадало 97,2 чоловіків;  на 100 жінок у віці від 18 років та старших — 92,1 чоловіків також старших 18 років.
Середній дохід на одне домашнє господарство  становив 74 157 доларів США (медіана — 71 576), а середній дохід на одну сім'ю — 90 003 долари (медіана — 88 942). Медіана доходів становила 54 905 доларів для чоловіків та 39 154 долари для жінок. За межею бідності перебувало 6,3 % осіб, у тому числі 11,2 % дітей у віці до 18 років та 7,9 % осіб у віці 65 років та старших.
Цивільне працевлаштоване населення становило 3729 осіб. Основні галузі зайнятості: освіта, охорона здоров'я та соціальна допомога — 29,4 %, роздрібна торгівля — 12,3 %, сільське господарство, лісництво, риболовля — 9,0 %, науковці, спеціалісти, менеджери — 8,9 %.